# 特命リサーチ200X
『特命リサーチ200X』（とくめいリサーチ にせんエックス）は、1996年10月27日から2002年1月27日まで日本テレビ系列局で放送されていた日本テレビ製作のドラマ仕立ての情報バラエティ番組。その後も2002年2月3日から2004年3月7日まで『特命リサーチ200X-II』（ - セカンド）と題して放送されていた。

## 概要
11年半にわたって放送された『天才・たけしの元気が出るテレビ!!』の後番組として放送を開始。制作会社は引き継がれたが出演者・内容は変わり、『元気が出るテレビ!!』のおふざけ的要素が排除され、より硬派な番組となった。毎回さまざまな超常現象や現代の奇病などについて調査し、それらの原因についてまとめた映像をドラマ仕立てのパートも交えながら見せていた番組。調査内容は放送開始当初はUFOやUMA、また口裂け女を初めとしたとした都市伝説や心霊現象、FBIが行っている科学捜査の最新事情の紹介がメインであったが、放送時期後半ではダイエットや肩こり、冷え性等の健康に関するテーマにシフトしていった。ほか、環境問題の日常生活との関わりや学術的なものからレストランの食べ放題で効率的に食べる方法など生活に密着したものまで幅広いものだった。
制作陣の吉川圭三の談話によると、マイケル・クライトンの初期小説や「謎の円盤UFO」「怪奇大作戦」などの集団で謎に取り組む作品がこの番組の企画の基礎だったという。
番組は各回での調査・報告内容を、架空の民間調査機関「ファー・イースト・リサーチ」（通称：F.E.R.C.）のエージェントたちがクライアントからの依頼で作成したという「極秘調査報告ファイル」に基づくものとして紹介していた。また番組公式サイトに寄せられた視聴者からの調査依頼も番組で取り上げ、それらの投稿者を「個人クライアント」と呼んでいた。通常は1回の放送で複数の依頼があったが、稀に番組全編を使って1件だけを報告することもあった。調査結果の報告終了後にはルームメンバー同士によるやり取りがあり、その際にコメディリリーフ的な役割の人物がオチを担当するエピローグがよく流されていた。
毎回の調査・報告内容は、番組「独自の調査」によるものとされている。エンディングのスタッフロールには、調査に使用した施設や参考文献などを「リサーチ協力」として提示していたものの、それらは施設名や書名を出すだけの非常に簡素なものだった。なお、そういった調査・検証をいったい何処の誰が行い、結論を出してまとめているのかについては曖昧にされていた。はっきりとした原因を突き止められなかった現象については、とりあえず「真相がわかり次第、追って報告する」というナレーションで締めくくってその場は終了とするのが恒例になっていたがその後も続報が無く、番組自体の終了によって結局解明されないままとなった依頼も少なくなかった。
余談ではあるが、本番組放送期間中の大半においてそれまで「企業最前線」だった日本テレビローカルの企業紹介インフォマーシャル番組が、「企業リサーチ200Z!」と改題されていた。

## タイトル

### レギュラー放送
特命リサーチ200X
放送日時：日曜 19:56 - 20:54 （1996年10月27日 - 1998年9月20日）- テレビ宮崎は毎年7月の「FNSの日」の放送日のみ、当番組の放送を休止。
放送日時：日曜 19:58 - 20:54 （1998年10月18日 - 2002年1月27日） - 『ザ!鉄腕!DASH!!』の放送枠拡大によって2分縮小。
特命リサーチ200X-II
放送日時：日曜 19:58 - 20:54 （2002年2月3日 - 2004年3月7日）

### 番組スペシャル
特命リサーチ200X ウワサの真相解明ファイル 最強調査チーム再結集
放送日時：2004年12月19日（日曜） 18:55 - 20:54
特命リサーチ200X-II 緊急調査！あの大事故は何故起きたのかSP
放送日時：2005年7月3日（日曜） 19:58 - 20:54 （『SUNDAY SPECIAL』枠）
特命リサーチ200X！2週間で部分やせが!?究極㊙ダイエットSP
放送日時：2005年7月10日（日曜） 19:58 - 20:54 （『SUNDAY SPECIAL』枠）
特命リサーチ200X 超常現象卍怪生物から超能力まで徹底解明！ウルトラ緊急報告SP
放送日時：2006年4月9日（日曜） 18:55 - 20:54

## 出演者

### 特命リサーチ200X
1996年10月27日から2002年1月27日までの5年3か月間は、『特命リサーチ200X』と題して放送。この当時は以下のメンバーが出演していた。視聴率は通常18%前後を記録し、時には20%を超えることもあった。『ザ!鉄腕!DASH!!』と『知ってるつもり?!』の合間に挟まれ、特に日曜日のドル箱的存在でもあったため、日本テレビの看板番組の一つでもあった。

#### 松岡ルーム
- 松岡征二（演：佐野史郎）[4]
- 伊達徹（演：稲垣吾郎〈当時SMAP〉）[4] - 2001年夏以降は不在（稲垣が不祥事で謹慎した事に伴い一時降板したため）。
- 吉川美佐（演：高島礼子）
- 和田栄一（演：中野英雄）
- 鷹木慎之介（演：真木蔵人）
- 松沢明（演：福澤朗〈当時日本テレビアナウンサー〉）
- 片山健（演：関口知宏）
- マイケル高田（演：川平慈英）

#### オペレーター
- 尾崎久美（演：伊藤裕子）
- 田口豊子（演：柴咲コウ）
- （演：長井律子）
- （演：吉川めい）

#### インターネットセクション
- 山名研一（演：森本レオ）
- 桐島夏子（演：菅野美穂）
- 小杉良子（演：中森友香）
- 渡辺弘子（演：松丘小椰）
- 桜田直美（演：村田和美）
- 飯島真智子（演：野仲美貴）
- 香取恵（演：一宮里絵）
- 安斉真理香（演：小林千香子）
- 桜田信二（演：矢部太郎）

以上のほか、宇津井健と古尾谷雅人がゲスト出演したこともある。

### 特命リサーチ200X-II
2002年2月3日からレギュラー放送最終回の2004年3月7日までは、『特命リサーチ200X-II』（ - セカンド）と題して放送。稲垣吾郎演じる伊達徹が、ファー・イースト・リサーチ社で新たに立ち上げられる新チーム「柏木ルーム」に異動したというストーリーで始められた。自身の不祥事によって芸能活動を自粛していた稲垣の活動再開に合わせた形となっている。ドラマパートは前作とは異なり、フレームレートを落とした映画風の画質になった。この頃になると、『NHK大河ドラマシリーズ』（NHK総合テレビジョン）のみならず『どうぶつ奇想天外!』（TBS）、『笑う犬の冒険』→『笑う犬の発見』（フジテレビ）など、各局がぶつけてきたコンテンツが功を奏したのか、視聴率は10%前後と特命リサーチ200X時代より低迷していた。

#### 柏木ルーム
- 柏木康一郎（演：竹中直人）
- 伊達徹（演：稲垣吾郎〈当時SMAP〉）
- 宮崎弦太（演：山口智充〈DonDokoDon〉）
- 吉田真弓（演：戸田恵子）
- 藤川優子（演：酒井美紀）
- 大澤亮（演：阿部寛）
- 増田由紀夫（演：田口浩正）
- 林健太郎（演：ラルフ鈴木、放送当時は鈴木崇司）

#### オペレーター
- 長谷川恵美子（演：森下千里）

#### インターネットセクション
- 山名研一（演：森本レオ）
- 中野麗（演：さとうやすえ）

### 単発スペシャル
2004年12月19日放送の単発スペシャル『特命リサーチ200X ウワサの真相解明ファイル 最強調査チーム再結集』には、『特命リサーチ200X-II』のメンバーが出演した。2006年4月9日放送の『特命リサーチ200X 超常現象卍怪生物から超能力まで徹底解明！ウルトラ緊急報告SP』にもやはり、『II』のメンバーである竹中・稲垣・山口の3人が出演した。

## スタッフ
- ナレーション：大森章督、高田裕司（2002年10月13日 - 2004年3月7日）
- 構成・脚本：大岩賞介、廣岡豊/池田一之、そーたに、都築浩、新田英生、渡辺哲夫、釜澤安季子、真田ゑみ子、藤井青銅、吉橋広宣、岩村匡子、加藤淳一郎
- TM：坂東秀明
- SW：木村博靖、江村多加司
- カメラ：工藤恂児、角田洋子、水梨潤、望月達史、蔦佳樹、木村博靖、保刈寛之、小林宏義
- 調整：杉本裕治、佐藤勝義、佐藤満、飯島章夫、八木一夫、斉藤孝行
- 音声：吾妻光良、斎藤勝彦、掛川陽三郎、鈴木詳司
- 照明：渡辺一成、細川登喜二、本木卓、坂口尚真、合田憲司、大川俊行
- 音効：佐藤僖純、渡邉みさき（佳夢音）
- 美術プロデューサー：中原晃一
- デザイン：小林俊輔
- 装置：加藤一治
- 電飾：村上雅洋
- 小道具：丸山善之
- 持道具：木南さおり、三野尚子
- 特効：牧田梓
- メイク：村上静子、大久保恵美子
- 衣裳：桜庭圭三
- 結髪：伊藤章子
- スタイリスト：江島モモ、黒澤彰乃
- TK：塚越倫子
- 記録：近岡多恵子
- 編集・MA：オムニバス・ジャパン 今村慎、横山亜希子、村上健太郎、水落洋一郎、テレテックメディアパーク、麻布プラザ
- タイトル制作：オムニバス・ジャパン
- CG：黒木遠志、石村裕一、大竹潤一郎、山口大樹、佐藤大祐、大本珠樹、高岡温、小原彰夫、中田信、桑田秀行、椎名政治、松木靖明、野田伸太郎
- 制作進行：斎藤みさ子
- スタジオ演出：武田幹治（以前はディレクター→演出）
- 海外プロデューサー：松本京子（以前は制作補）
- 翻訳：伊藤明美
- FD：畝田光記
- 制作補：林秀美（以前は制作補→海外プロデューサー）、千田都（千田→以前はAD）、武政美紀、川嶋典子
- 制作デスク：田口美和子、北詰由賀（THE WORKS）
- 広報：村上淳一
- アシスタントディレクター：海老澤里奈、松村憲造、樋口義人、高石明彦（THE WORKS、演出の回あり）、久保木幹雄、寺山剛史、中尾大輔、矢﨑ゆうこ（IVSテレビ制作）、林真由美、中野誠（ZION）、中村仁一、佐藤義之、安田友里、齋藤愛、萩原哲也
- リサーチ：オンリー・ユー、HIT、電通リサーチ、フォーミュレーション
- 海外コーディネーター：OFFICE KEI INC.
- 技術協力：池田屋、日本テレビビデオ、八峯テレビ、ジャパンテレビ、トムキャット、CFA
- 協力：日本テレビアート、エプソン、ZION
- ディレクター：中道康夫（モスキート、以前は演出）、内海昇（オン・エアー、以前はAD）、向笠啓祐（以前は広報）、斉藤哲夫（IVSテレビ制作、以前はAD）、納富隆治（演出の回あり）、内田浩（ZION）、三好剛（IVSテレビ制作、以前はAD）、曽根珠江、小早川憲一、田中拓郎（以前はAD）、須藤隆
- チーフディレクター：田辺昌邦（以前はディレクター→演出）、吉田雅司、網島弘子（共に以前はディレクター、網島→演出の回あり）、中根三美（IVSテレビ制作、以前はディレクター→スタジオ演出）
- プロデューサー：安岡喜郎（以前はディレクター）/天笠ひろ美（THE WORKS）、小江幸臣（オン・エアー）、萩原朋子（IVSテレビ制作）、長谷川賢一（モスキート）/森下泰男（モスキート）
- 総合演出：財津功
- チーフプロデューサー：吉川圭三（以前はプロデューサー・演出）
- 制作協力：IVSテレビ制作、モスキート、THE WORKS、オン・エアー
- 製作著作：日本テレビ

### 過去のスタッフ
- ナレーション：垂木勉（1996年10月27日 - 2002年9月22日、番組スペシャル）
- 構成・脚本：おちまさと、小野高義、野呂エイシロウ、岸川祥子、シマダ秀樹、田代裕、小池正宏、有江俊亮（現・アリエシュンスケ）
- TM：原泰造
- SW：滝沢壮治
- 調整：根本正実、上野豊、熨斗賢司、山下崇夫、伊東俊哉、笈川太
- 美術プロデューサー：山浦俊夫、石川啓一郎、石附千秋
- デザイン：中野嘉一郎
- 電飾：岡本克仁
- 小道具：村山和彦
- 持道具：矢倉秀隆
- 特効：平岡栄治、大宮純一
- メイク：井上純子、須藤めぐみ
- 衣裳：樋口唱平、大友雄士郎
- 結髪：高山初香
- スタイリスト：三本木寿美、清水まどか、桐原三恵子、判戸聖穂、日下直美、加藤暢子、与那覇智
- 編集・MA：新井隆水、宮原明男、高橋亮、反畑弘一、杉浦堅一、ユニテック・リファインド
- タイトル制作：337 INC.
- CGコーディネーター：江口義明
- CG：大島初彦、高畠道男、三納茂裕、辻仁、須田圭一、野田晋太郎、藤原誠、床枝園子、髙野俊一、阿部大輔、青木伸治、守田剛、東郷光洋、神崎正斗、小菅祐樹、中坊明
- 海外プロデューサー：阿部滋子、清水徳子
- 制作補：大久保志保（以前は制作デスク）、長島朋之、宮原玲子
- 制作デスク：平山美由紀（THE WORKS）、西村友美
- 広報：薗田恭子、西室由香里
- アシスタントディレクター：佐野朋子、豊浦慎一郎、松坂達弥、伊藤航（モスキート）、吉川修、竹山耕太郎（THE WORKS）、菅野明子、隅田隆之、星玄子、山口浩史、李昌昇、近藤淳、栗原利典（THE WORKS）、井出亨、山井貴超、上原梓、松井雅子、斉藤俊、笠原麗、細井一、上杉あずさ、衣川あゆみ
- 協力：エプソンスクエア
- ディレクター：川岸正治、小林満、福地聡、上田識喜、澤地康弘、花島悟、中村昌哉、小笠原直樹、水口智就、奈良部隆久（奈良部→以前はAD）、高橋直治、中野徹次郎、小牧敏哉（オン・エアー）、佐藤栄記、大山恭平、長谷川一男（長谷川→以前はAD）、金田和樹、小林正、斉藤敏(俊)樹、水島紳一郎（THE WORKS）、西川竜介（IVSテレビ制作）、井原亮子、硲口静佳、安島隆、小久保光雄、田宮亜紀子、大野彰作、石澤明憶
- 演出：鈴木幸也、駒木純一（IVSテレビ制作）、中村英明
- プロデューサー：吉田真、政橋雅人、丹羽夕美子（IVSテレビ制作）、奥原篤（オン・エアー）
- チーフプロデューサー：高田真治、桜田和之

## 取り上げたテーマ
| - ADHD - CSX8888号暴走事故 - イエティ - 育児放棄 - 異食症 - エコノミークラス症候群 - オーパーツ - 二ビル星 - 狼男、麦角菌、LSD - おなら - 鬼火 - 肩こり - 金縛り - キャトルミューティレーション - 狂牛病、クロイツフェルト・ヤコブ病 - 拒食症 - 禁煙 - 筋肉痛 - 血液型 - 幻肢、幻肢痛 - 口臭 - こっくりさん - コレステロール - コンピューターウイルス - サウスウエスト航空 - サブマリン特許 | - シーサーペント - 時差ボケ - 歯周病 - 渋滞 - 心臓移植 - 人体発火現象 - 人畜共通感染症 - 心霊現象 - 水蒸気爆発 - 睡眠 - ゾンビパウダー - ダイエット、筋肉トレーニング - 2000年問題 - 認知症 - ノストラダムスの予言 - 乗り物酔い - 呪い、プラシーボ効果、藁人形、丑の刻参り - はしか - バミューダトライアングル - 飛蚊症 - ファイアーアント - 別腹 - 虫歯 - 夢遊病 - ヤヌアリウス、コロイド溶液 - 離婚 |

## 楽曲

### テーマ曲
オープニングと次回予告で使用。
- Fight On Train （映画『スピード』のサウンドトラックより）

### 使用曲
『スペースバンパイア』のテーマ曲が多用された。
- インデペンデンス・デイ - END TITLES
- エアフォース・ワン - THE PARACHUTES
- エイリアン2 - BISHOP'S COUNTDOWN
- エイリアン4 - They Swim
- エグゼクティブ・デシジョン - THE MAP
- L.A.コンフィデンシャル - BLOODY CHRISTMAS
- クリフハンガー - CLIFFHANGER THEME
- コナン・ザ・グレート - ANVIL CROM
- ザ・ロック - ROCK HOUSE JAIL
- スタートレック ジェネレーションズ - STAR TREK GENERATIONS OVERTURE
- スペースバンパイア - LIFEFORCE THEME
- ターミネーター
- プレデター（映画）
- 沈黙の戦艦 - THE TAKEOVER
- デイライト - DAYLIGHT
- トゥルーライズ - MAIN TITLE, ESCAPE FROM THE CHATEAU
- トータル・リコール - the dream
- ホット・ショット - "HOT SHOTS" MAIN TITLE, Flash Back, Enemy Planes, SEA MANEUVERS
- ボルケーノ - MARCH OF THE LAVA
- マウス・ハント - MAIN TITLE
- U・ボート
- ロマンシング・アドベンチャー/キング・ソロモンの秘宝 - NO SALE
- サイン（映画）

## 関連商品

### 書籍
いずれも日本テレビ放送網から発売。
- 特命リサーチ200X （1998年12月発売 / 原作：FERC / 脚本：中村修 / まんが：幡地英明 / ISBN 4-8203-9708-7）
- 特命リサーチ200X F.E.R.C.極秘調査報告 松岡征二ファイル超常現象編（1999年2月発売 / ISBN 4-8203-9713-3）
- 特命リサーチ200X F.E.R.C.極秘調査報告 吉川美佐ファイル人体不思議解明編（1999年10月発売 / ISBN 4-8203-9734-6）
- 特命リサーチ200X F.E.R.C.極秘調査報告 伊達徹ファイル 地球危機警鐘編（2000年5月発売 / ISBN 4-8203-9747-8）

### ビデオ
いずれも2002年1月23日にバップから発売。規格はすべてDVD。
- 特命リサーチ200X 心霊現象解明ファイル
- 特命リサーチ200X 生活トラブル解決ファイル
- 特命リサーチ200X 究極のダイエットファイル I
- 特命リサーチ200X 究極のダイエットファイル II